# Cathédrale du Christ-Roi de Gaspé
Cette  cathédrale n’est pas la seule cathédrale du Christ-Roi.
La cathédrale du Christ-Roi de Gaspé est située dans la ville de Gaspé, au Québec. Elle est située sur la rue de la Cathédrale, juste à côté de l'école primaire Saint-Rosaire de Gaspé.

## Histoire

### La première cathédrale du diocèse de Gaspé
Les deux premiers lieux de culte érigés à Gaspé pour répondre aux besoins de la population catholique sont de simples chapelles, la première ayant été construite en 1825 et la seconde en 1860. Entre 1860 et 1910 la population catholique de Gaspé est multipliée par cinq et compte désormais plus de 700 âmes. C'est au début des années 1910 que les paroissiens de la municipalité commencent à faire des démarches auprès des autorités du diocèse de Rimouski, auquel Gaspé est rattaché, pour obtenir la construction d'une vraie église répondant à leurs besoins. Ils obtiennent finalement cette autorisation de l'évêque de Rimouski, André-Albert Blais, en janvier 1914 et la construction de l'édifice débute à l'été de 1914. Le curé de Gaspé, Adélard Richard, demande alors en octobre 1914 la permission d'emprunter 12 000 dollars pour finir l'aménagement intérieur de l'église. La permission accordée, les travaux se poursuivent et la construction du bâtiment est finalement terminée en 1916, au coût total de 27 000 dollars. La bénédiction de l'église est effectuée de façon solennelle le 10 octobre 1916.
Lors de l'érection du diocèse de Gaspé le 5 mai 1922 par le pape Pie XI, l'église de la paroisse Saint-Albert est promue au rang de pro-cathédrale. La nomination du premier évêque du diocèse, François-Xavier Ross, eut lieu en décembre de 1922, mais il ne put se rendre à Gaspé pour occuper le poste et commencer l’organisation du diocèse qu'en février 1923. Cette première cathédrale fut détruite par les flammes en mars 1929.

### Le projet de basilique-souvenir de 1934
Dès 1929, un premier projet de reconstruction de la cathédrale parrainé par Rodolphe Lemieux, député de Gaspé à Ottawa, voit le jour en association avec le projet d'ériger une croix à Gaspé pour célébrer le quatre centième anniversaire de la prise de possession du Canada par Jacques Cartier en 1534. François-Xavier Ross saute sur l'occasion et un comité d'organisation des fêtes est alors créé sous le nom de « Le Souvenir Canadien Inc. » et constitué de membres influents des gouvernements du Canada, du Québec et du clergé.
Ainsi dès 1932, ce comité présente un bilan fort positif de ses démarches de financement, ayant obtenu des promesses de souscriptions pour plus de 147 000 dollars. La crise économique de 1929 et un imbroglio lié au frais de perception des souscriptions mettront fin aux efforts de perception du comité, le premier ministre Taschereau lui-même écrivant à François-Xavier Ross en 1932 pour lui souligner que la période de difficultés économiques présente n'est guère propice aux grands projets. François-Xavier Ross n'abandonne pas pour autant l'idée de construction d'une basilique-souvenir et tente de sauver le projet en le réduisant à la construction d'une crypte qui servira de fondation pour l'édifice religieux à construire. Des démarches sont entreprises en ce sens et un carillon de clocher pour la future église est commandé à une entreprise française, de même qu'un premier versement de 5 000 dollars est effectué par François-Xavier Ross lui-même auprès d'un entrepreneur.
Finalement, les fêtes du quatre centième ont lieu sans que la basilique-souvenir ne soit érigée. Une messe solennelle, à laquelle assistent de nombreux représentants des gouvernements du Canada, du Québec, de la France, des États-Unis et du Royaume-Uni, est célébrée le 26 août 1934 sur le plancher supérieur de la crypte, recouverte pour l'occasion d'un abri temporaire et est l'évènement marquant de la commémoration. La croix commémorative en granit, dont les dimensions sont les mêmes que celle érigée par Cartier 400 ans plus tôt, fut entièrement financée par le gouvernement canadien et installée à Gaspé à la pointe des Robin,.            
Mais en raison des difficultés économiques qui persistent à la suite de la crise de 1929, François-Xavier Ross se voit contraint d'abandonner l'idée de terminer l'édifice religieux. En 1937 le plancher du sous-sol de la crypte est complété, des maçons installent du terrazzo sur le plancher supérieur et des travaux permettent d'y installer l'électricité, la plomberie et le chauffage. Les murs du petit édifice, situé au-dessus de la crypte, sont plâtrés, un clocheton est ajouté au bâtiment afin d'installer la cloche achetée de Paccard en 1934 et l'inauguration de « l'église », qui allait servir de cathédrale au diocèse jusqu'en 1967, s'effectue en octobre 1937. Les deux évêques qui succèdent à François-Xavier Ross, Paul Bernier et Albini Leblanc (en) ne sont pas en mesure de trouver le financement nécessaire à la construction de la nouvelle cathédrale.

### La construction de la cathédrale Christ-Roi
Ce n’est qu’en 1965 et 1967 que Jean-Marie Fortier demande à l’architecte Gérard Notebaert d’ériger une nouvelle église pour le diocèse de Gaspé. Gilles Ouellet consacre la nouvelle cathédrale en bois en 1969.
Le 25 janvier 2001, la cathédrale du Christ-Roi est reconnue monument historique par le ministère de la Culture et des Communications du Québec,.
En 2011, les dirigeants de la fabrique Saint-Albert de Gaspé annoncent que des réparations urgentes sont devenues nécessaires pour rénover la structure externe du bâtiment, la fenestration ainsi que les infrastructures d'accès à l'édifice. La fabrique espère aussi installer un système d'alarme anti-incendie. Le ministère de la culture du Québec assume une partie des coûts de la rénovation, soit 320 000 dollars, et la fabrique doit amasser les 450 000 dollars manquants pour la réalisation des travaux dont le coût total est estimé à 770 000 dollars et qui devaient être effectués en 2013.

## Architecture
La cathédrale du Christ-Roi de Gaspé est la seule cathédrale en bois en Amérique du Nord.

## Archives
- Le fonds d'archives de Souvenir Canadien inc est conservé au centre d'archives de Québec de Bibliothèque et Archives nationales du Québec[13].